# Aalatettix
Aalatettix là một chi côn trùng thuộc họ Tetrigidae, chứa các loài được tìm thấy ở miền nam Trung Quốc (bao gồm cả đảo Hải Nam).
Aalatettix longipulvillus được phát hiện vào năm 2002 được xem là loài điển hình của chi này. Nhiều loài sau này đã được xếp vào chi này

## Loài mới được phát hiện
1. Aalatettix bulbosus Deng, 2016 [2]
2. Aalatettix cangshanensis Zheng, Z., L.-L. Lin & Hong-Li Zhang, 2013 [2]
3. Aalatettix gibbosa Zheng, Z., C. Cao & Shen-Zhi Chen, 2011 [2]
4. Aalatettix hupingshanensis Zheng, Z., 2014 [2]
5. Aalatettix lativertex Zheng, Z., 2014 [2]
6. Aalatettix leshanensis Zheng, Z., C. Cao & Shen-Zhi Chen, 2011 [2]
7. Aalatettix lini Cao, C., J. Shi & Z. Yin, 2016 [2]
8. Aalatettix longipulvillus Zheng, Z. & B. Mao, 2002 [2] (type species)
9. Aalatettix nyalamensis Zheng, Z. & L.-L. Lin, 2015 [2]
10. Aalatettix xiai Zheng, A.-Q., J. Shi & Z. Yin, 2015 [2]
11. Aalatettix yangi Zheng, A.-Q., J. Shi & Z. Yin, 2015 [2]